# Dobroń (plaats)
Dobroń is een dorp in de Poolse woiwodschap Łódź. De plaats maakt deel uit van de gemeente Dobroń en telt 1210 inwoners.

## Verkeer en vervoer
- Station Dobroń